# Argia dives
Argia dives là một loài chuồn chuồn kim trong họ Coenagrionidae.
Argia dives được miêu tả khoa học năm 1914 bởi Förster.